# پک (افغانستان)
پک (به لاتین: Pak) یک منطقهٔ مسکونی در افغانستان است که در ولایت بدخشان واقع شده‌است.